# Architectural Association School of Architecture
Architectural Association School of Architecture (Escola de Arquitetura da Associação Arquitetônica, em tradução livre), também conhecida pela sigla AA, é a mais antiga escola de arquitetura independente do Reino Unido e uma das mais prestigiadas e competitivas do mundo. Seu amplo programa de exposições, palestras, simpósios e publicações tornou a escola famosa e importante para a cultura arquitetônica contemporânea.

## História

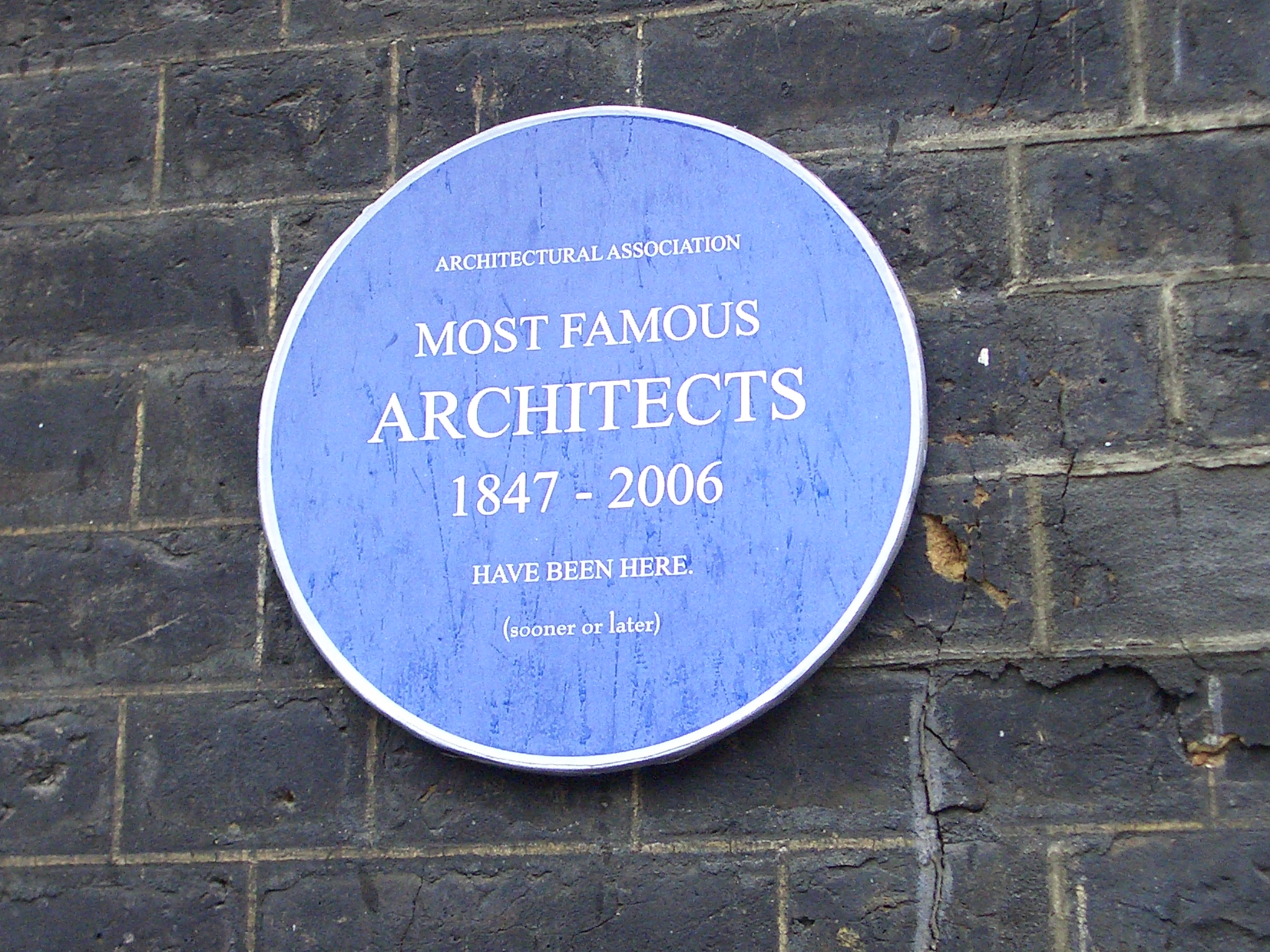
Placa ao lado da entrada

A fundação da Architectural Association foi uma alternativa ao ensino que os jovens eram tinham diretamente com arquitetos estabelecidos. Essa prática não oferecia garantia de qualidade educacional ou padrões profissionais: a AA acreditava que ela estava aberta a interesses, abusos, desonestidade e incompetência.
Essa situação levou dois alunos articulados, Robert Kerr (1823 a 1904) e Charles Gray (1827/28 a 1881) a propor um curso sistemático de treinamento fornecido pelos próprios alunos. Após uma fusão com a já existente Association of Architectural Draughtsmen, a primeira reunião formal sob o nome de Architectural Association ocorreu em maio de 1847 no Lyons Inn Hall, em Londres. Kerr tornou-se o primeiro presidente da AA, entre 1847 e 1848. Desde 1859, o AA compartilhou instalações na Rua Conduit, 9, com o Royal Institute of British Architects (RIBA), alugando salas mais tarde, em 1891, na Rua Great Marlborough.
A Escola da AA foi formalmente estabelecida em 1890. Em 1901, mudou-se para o antigo Museu Arquitetônico Real em Tufton Street, Westminster. Em 1917, mudou-se novamente para suas instalações atuais na Bedford Square, no centro de Londres (desde então, adquiriu instalações adicionais em Londres na Rua John e uma área de 1,4 km² em Hooke Park, Dorset). A escola também adquiriu propriedades na Rua Morwell, atrás da Bedford Square. Mulheres passaram a ser admitidas pela primeira vez como estudantes durante a Primeira Guerra Mundial, em 1917.
AA é hoje uma das escolas de arquitetura mais internacionais e prestigiadas do mundo, atraindo e selecionando estudantes e funcionários de mais de 60 países em todo o mundo, com uma longa lista de críticos visitantes, palestrantes e outros participantes de todo o mundo por ano. Os alunos da AA foram ensinados por muitas figuras eminentes, de John Ruskin e George Gilbert Scott, no século 19, a mais recentemente Richard Rogers, um ex-aluno da escola.

## Currículo
Os cursos são divididos em duas áreas principais:  programas de graduação, levando ao Diploma AA (RIBA / ARB Parte 2), e programas de pós-graduação, que incluem cursos de especialização em urbanismo paisagístico (LU), habitação e urbanismo, desenho ambiental sustentável, histórias e teorias, tecnologias emergentes, laboratório de pesquisa em design (DRL), bem como cursos em conservação de edifícios, conservação de jardins e acesso ambiental. Os programas lançados recentemente incluem cidades projetivas, design + make e estúdio interprofissional. Desde a sua fundação, a escola continuou a atrair para seu corpo docente práticas internacionais progressistas, e ele é renovado anualmente, permitindo uma atualização contínua da exploração de técnicas arquitetônicas.

### Status independente
AA é uma escola independente, ou seja, não faz parte do sistema universitário público britânico e do sistema de inscrição da UCAS, com taxas de matrícula comparáveis às de uma escola particular. Como uma escola independente, o AA não aparece no ranking das universidades, e não está incluído em muitos livros que orientam potenciais estudantes de graduação a escolher cursos apropriados; muitos desconhecem sua existência até estudarem arquitetura em outro lugar. Como estudantes de fora da União Europeia precisam pagar altas taxas para frequentar as universidades públicas britânicas, o AA acaba tendo um preço competitivo e fica com uma proporção maior de estudantes estrangeiros matriculados do que muitas outras escolas de arquitetura do Reino Unido.

## Livraria e publicações
A escola possui uma livraria contendo uma variedade de livros de arquitetura. A livraria é usada como plataforma para os livros da própria AA. A AA Publications tem uma longa tradição de publicar arquitetos, artistas e teóricos no início de suas carreiras, além de ocasionalmente publicar figuras que já ganharam notoriedade em outros campos de especialização, como Salman Rushdie. A AA Publications publica a revista AA Files e o AA Book, conhecido como Projects Review , que documenta anualmente o trabalho realizado pelos membros da escola, da Fundação aos programas de Pós-Graduação. As publicações AA são projetadas e editadas pelo AA Print Studio, originalmente criado em 1971 como parte da Unidade de Comunicações dirigida por Dennis Crompton, da Archigram. A escola também teve própria estação de rádio.

## Alunos notáveis
| - Will Alsop (Prêmio Stirling, 2000) - Ron Arad - Herbert Baker - Shumon Basar - Geoffrey Bawa - Elisabeth Benjamin - Ben van Berkel - Susanne Bier - Christopher Bowerbank - Margaret Justin Blanco White - Peter Blundell Jones - Neave Brown (Medalha de Ouro do RIBA, 2018) - Elizabeth Chesterton - David Chipperfield (Prêmio Stirling, 2007) - Nigel Coates - Peter Cook - Edward Cullinan - Minnette De Silva - Carmen Dillon - Jeremy Dixon - Philip Dowson - Jane Drew - Frank Duffy - Robin Evans - Kathryn Findlay - Mark Fisher - Kenneth Frampton - John Frazer - Tony Fretton - Stephen Gardiner - Marco Goldschmied - Frei Otto - Ruth Gollancz - Hansjörg Göritz - Piers Gough - Johnny Grey - Nicholas Grimshaw - Zaha Hadid (Prêmio Pritzker, 2004; Prêmio Stirling, 2010, 2011) - Thomas Hardy - Gillian Harrison - Ranulph Glanville - Fergus Henderson - Michael Ulrich Hensel - Manuel Herz - Steven Holl - Michael Hopkins - Patty Hopkins - Bill Howell (1922-1974) - Gillian Howell (1927–2000) - Dorothy Hughes - Maxwell Hutchinson - Louisa Hutton - A. R. Hye | *Mazharul Islam - Edward Jones - Robert Furneaux Jordan - Gerhard Kallmann - Shiu-Kay Kan - Ram Karmi (Israel Prize, 2002) - Ada Karmi-Melamede (Prêmio Israel, 2007) - Rem Koolhaas (Prêmio Pritzker, 2000) - Nicholas Williams - Denys Lasdun - Judith Ledeboer - Steffen Lehmann - Amanda Levete - C.J. Lim - Edward Prentice Mawson - Ann MacEwen - James MacLaren - Mary Medd - Mohsen Mostafavi - Herbert Muschamp - Nicolai Ouroussoff - Neri Oxman - John Pawson - Marian Pepler - Philip Powell - Janet Street-Porter - Cedric Price - Keith Raywood - Raj Rewal - Richard Rogers (Prêmio Pritzker, 2007; Prêmio Stirling, 2006, 2009) - Diana Rowntree - Winifred Ryle - Elisabeth Sakellariou - Peter Salter - Matthias Sauerbruch - Ole Scheeren - Elisabeth Scott - Denise Scott Brown - Dennis Sharp - Quinlan Terry - Jaqueline Tyrwhitt - Michael Ventris - Eyal Weizman - Clive Wilkinson - John Winter - John Worthington - Roger Zogolovitch |

## Ex-diretores
- Howard Robertson (1929–1935)
- Alvin Boyarsky (1971-1990)
- Alan Balfour (1991-1995)
- Roger Zogolovitch (Presidente, 1991-1993)
- Mohsen Mostafavi (1995–2004)
- Brett Steele (2005-2017) [26][27]
- Samantha Hardingham (provisória, 2017-18)
- Eva Franch e Gilabert (2018-)

## Professores atuais e antigos notáveis
| - Abalos & Herreros - Virgil Abloh - David Adjaye - Will Alsop - Wiel Arets - Ben van Berkel - Alison Brooks (Stirling Prize, 2008) - Reg Butler - Nigel Coates - Mark Cousins - Keith Critchlow - Robin Evans - David Greene - Terry Farrell - Jane Hughes Fawcett - Mark Fisher - Earl Flansburgh - John Frazer - Ranulph Glanville - Mike Gold - James Gowan - Zaha Hadid - Michael Ulrich Hensel - Louisa Hutton - Robert Furneaux Jordan | - Jeff Kipnis - Leon Krier - Rem Koolhaas - Arthur Korn - Daniel Libeskind - Mohsen Mostafavi - Farshid Moussavi - Gordon Pask - Alberto Pérez-Gómez - Cedric Price - Philippe Rahm - Ian Ritchie - Nathalie Rozencwajg - Makoto Saito - Peter Salter - Matthias Sauerbruch - Patrik Schumacher - Dennis Sharp - Bahram Shirdel - Peter Smithson - John Summerson - Bernard Tschumi - Dalibor Vesely - Ken Yeang - Liam Young - Alejandro Zaera-Polo - Elia Zenghelis |